# Hãng hàng không giá rẻ

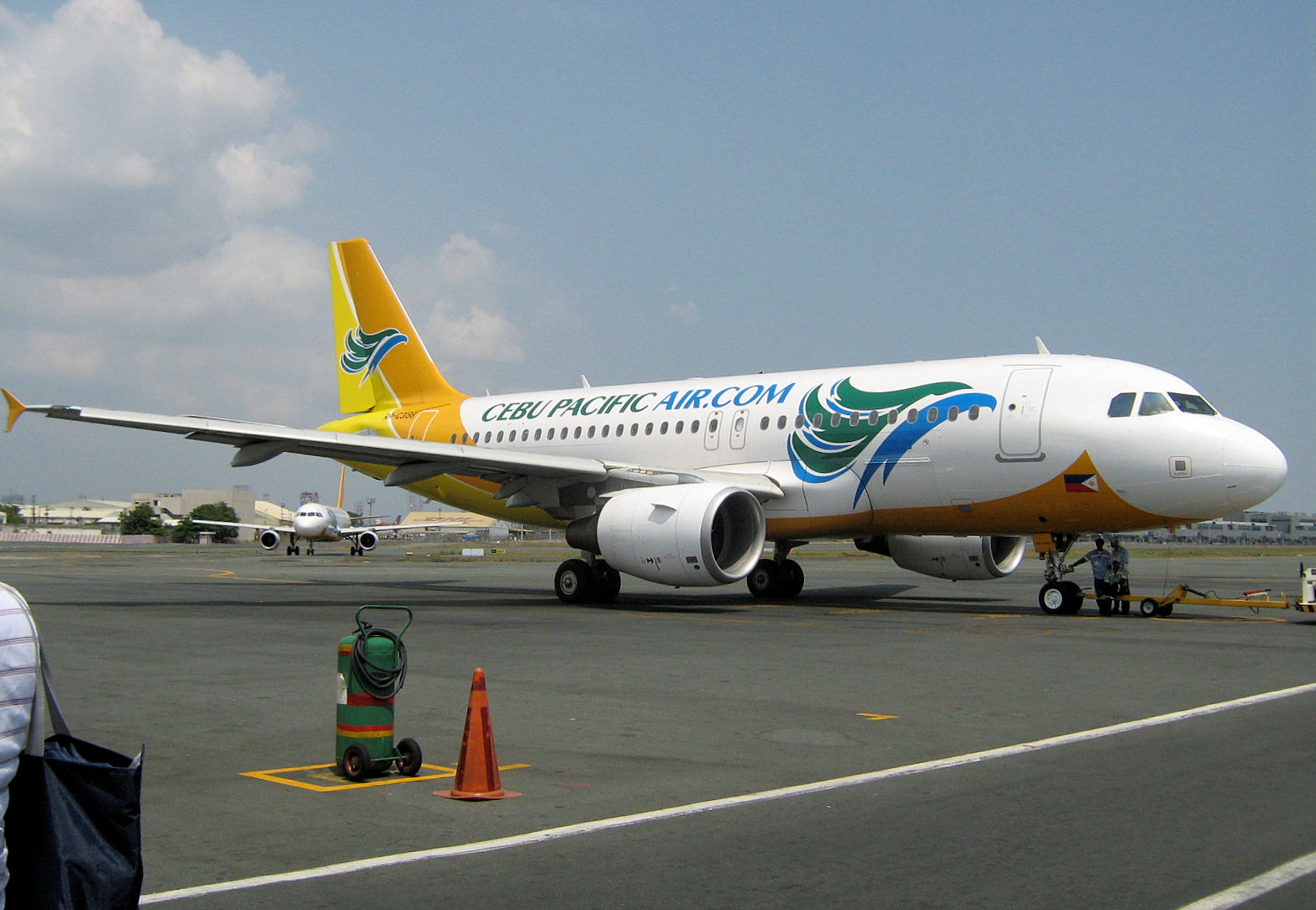
Một chiếc Airbus A319 của hãng Cebu Pacific đỗ ở sân đỗ máy bay Sân bay quốc tế Ninoy Aquino.

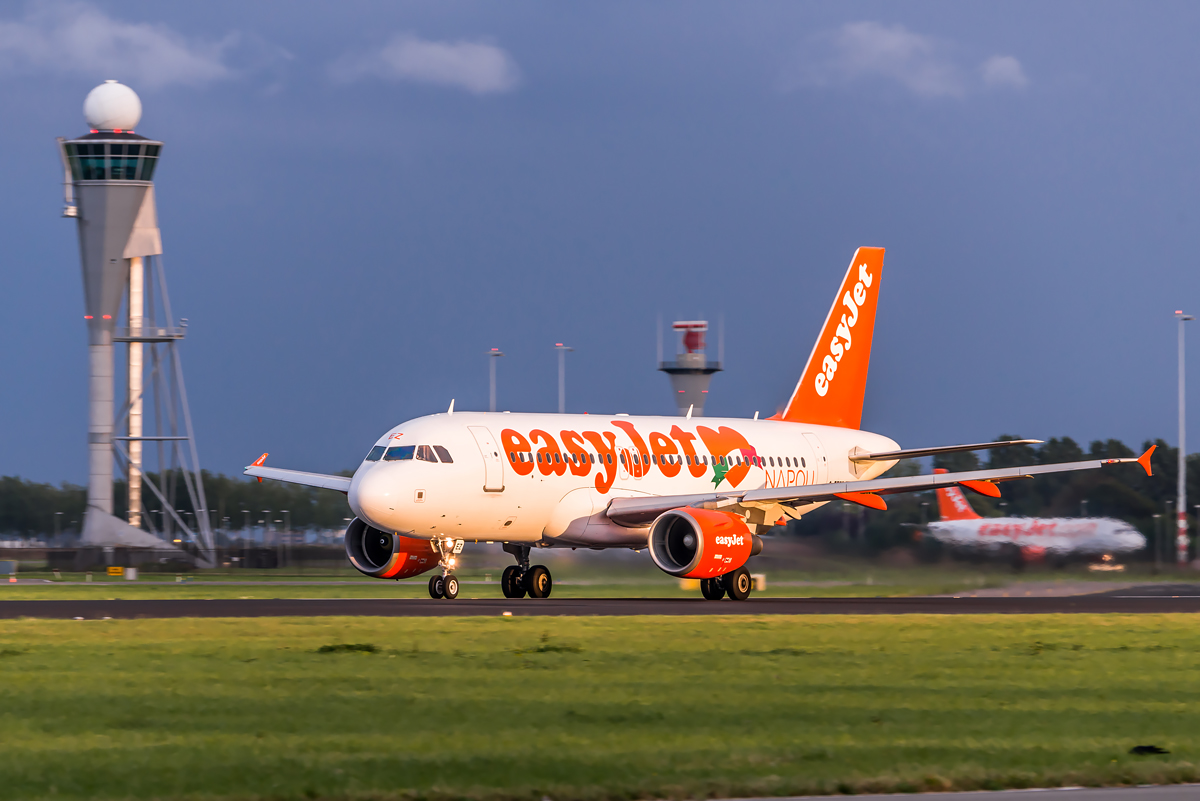
EasyJet A319, Airport Amsterdam Schiphol.

Một hãng vận tải giá thấp hay hãng hàng không giá rẻ (trong tiếng Anh cũng gọi là một hãng chuyên chở/hãng hàng không no-frills hay discount) là một hãng hàng không có mức giá vé nhìn chung thấp đổi lại việc xóa bỏ các dịch vụ khách hàng truyền thống. Ý tưởng xuất phát từ Hoa Kỳ trước khi lan đến châu Âu đầu thập niên 1990 và tiếp theo là ra toàn thế giới. Thuật ngữ này xuất phát từ trong nội bộ ngành hàng không để nói đến các hãng hàng không với cơ cấu chi phí vận hành thấp hớn đối thủ cạnh tranh của các đối thủ cạnh tranh của mình. Thông qua phương tiện truyền thông, thuật ngữ này từ đó đã trở thành từ để định nghĩa bất cứ hãng chuyên chở nào có giá vé thấp và các dịch vụ hạn chế bất kể chi phí vận hành như thế nào.

## Mô hình kinh doanh
Thông thường một hãng hàng không giá rẻ có mô hình kinh doanh bao gồm:
- Chỉ có một hạng ghế hành khách
- Chỉ dùng một loại máy bay (thường là Airbus A320 hoặc Boeing 737), giảm chi phí đào tạo và vận hành.
- Tối thiểu thiết bị chọn thêm trên máy bay, thường là các tiện nghi hiện đại như ACARS, để giảm thêm chi phí mua và bảo dưỡng.
- Một kế hoạch giá vé đơn giản, như thu giá vé một chiều ½ mức vé khứ hồi (thông thường giá vé tăng khi máy bay gần đầy khách, thưởng giá cho những người đăng ký sớm)
- Không được đặt chỗ trước (khuyến khích hành khách đăng ký lên máy bay nhanh và sớm)
- Bay đến các sân bay rẻ hơn, sân bay thứ cấp kém tắc nghẽn và bay vào sáng sớm hay khuya để tránh chậm trễ không lưu và tận dụng phí hạ cánh thấp.
- Thời gian quay vòng chuyến nhanh (sử dụng tối đa máy bay)
- Các tuyến đơn giản hóa, nhấn mạnh đến việc vận chuyến điểm-đến-điểm thay vì trung chuyển qua một sân bay đầu mối (tăng tần suất sử dụng một máy bay và xóa bỏ những vỡ tiến độ do khách đến trễ hoặc hành lý thất lạc do nối chuyến).
- Nhấn mạnh đến việc bán vé trực tiếp, đặc biệt qua mạng Internet (tránh phí và hoa hồng trả cho các đại lý du lịch và Hệ thống giữ chỗ máy tính).
- Khuyến khích sử dụng vé điện tử hoặc không cần vé
- Người làm công đảm trách nhiều vai trò khác nhau (tiếp viên bay kiêm luôn quét dọn hoặc làm việc tại cổng thủ tục (hạn chế chi phí nhân sự)
- Các dịch vụ ăn uống, báo chí miễn phí được loại bỏ. Ai muốn được phục vụ thì tự trả thêm tiền.
- Các chương trình Aggressive fuel hedging.
- "Unbundling" of ancillary charges (showing airport fees, taxes as separate charges rather than as part of the advertised fare) to make the "headline fare" appear lower.

Không phải bất cứ hãng hàng không giá rẻ nào cũng thực hiện tất cả các điểm trên. Tuy nhiên trên đây là các đặc trưng chung mà phần lớn các hãng hàng không giá rẻ áp dụng cho mình.